# Cameron Young
Cameron Young (Inglewood (California), 24 de marzo de 1996) es un jugador de baloncesto estadounidense que actualmente juega en el Hapoel Haifa de la Ligat ha'Al. Con 1,98 metros de altura, juega en la posición de escolta.

## Trayectoria deportiva
Formado a caballo en las universidades de Arizona Western (2014-16) y Quinnipiac Bobcats (2016-19). Tras no ser elegido en el draft de la NBA de 2019, en septiembre de 2019 firmó por el Pallacanestro Cantù para disputar la LEGA 2019-20.
El 25 de febrero de 2021, firma por el Cherkaski Mavpy de la Superliga de baloncesto de Ucrania.
El 7 de octubre de 2024 fichó por el Hapoel Haifa de la Ligat ha'Al.